# Браун, Джефф
Джефф Браун (англ. Jeff Brown, род. 14 июля 1960 года, Стратфорд, Лондон, Великобритания) — британский музыкант, наиболее известный как басист рок-группы Cats in Space.

## Биография

### Ранние годы
Джефф родился 14 июля 1960 года в Стратфорде, Восточный Лондон. Он вырос, слушая такие группы, как Deep Purple, Slade, Free и Bad Company. Джефф решил, что хочет стать бас-гитаристом в возрасте четырнадцати лет, и мечтал стать рок-звездой! В позднем подростковом возрасте Джефф был завсегдатаем некоторых из самых известных рок-заведений Лондона, включая "The Marquee", "The Ruskin Arms" и "The Bridgehouse".

### Vince Green and the Vipers
В 18 лет Джефф был роуди для героев блюз-рока восточного Лондона, Vince Green and the Vipers. Однажды вечером, когда они готовили сцену для шоу, басист группы Гари "Газ" Флетчер не пришёл на концерт, гитарист Энди "Змеиные бёдра" Джонсон сказал Джеффу сбегать домой за своим басом, и он заменил его. Джефф очень уважал Газа и до сих пор признаёт его одним из величайших басистов, которых он когда-либо знал, несмотря на его неортодоксальный стиль игры, когда правша играет на басу слева, вверх ногами. Через две недели после этого Газ ушёл, чтобы присоединиться к The Blues Band, и очень увлечённый Джефф стал постоянным басистом группы. Сменив название на Fast Exit, они объехали все обычные места, шоу набирали обороты, а их фан-база увеличивалась. Это вызвало большой интерес со стороны звукозаписывающей компании, и группу убедили сменить название обратно на Sam Apple Pie, под которым они впервые появились в начале 70-х. Именно во время концерта в одном из этих престижных мест Джефф был представлен Стиви Смиту и Мику Кларку из хард-хитовой блюз-рок-группы SALT.

### SALT
После короткого перерыва SALT недавно реформировались, и они попросили Джеффа присоединиться к ним на басу. У группы было две регулярные резиденции, собиравшие хорошую аудиторию, одна в "Star and Garter" в Кройдоне, другая в "King's Head" в Фулеме. К сожалению, группа больше никогда не развивалась так, как раньше, и в конце концов все они занялись новыми начинаниями. в 2011 году SALT выпустили компакт-диск со всеми своими переработанными оригинальными записями семидесятых годов под названием "The Cobra's Melodies". Джефф выступает в качестве бас-гитариста на четырёх треках альбома: "The House of the Rising Sun", "Duck, Run or Fight", "Everybody's Friend" и "Money's Getting Cheaper".

### Dumpy's Rusty Nuts
Примерно в 1981 году Джефф присоединился к байкерской группе Dumpy's Rusty Nuts. В первые дни они были объявлены как Dumpy's Rusty Bolts из-за опасения, что Nuts было немного грубо. Radio One давало много эфиров первому синглу группы "Just for Kicks", но слишком рьяные диджеи высмеивали название группы, поэтому они решили временно изменить его с Nuts на Bolts, чтобы сделать его более удобным для радио. Джефф начал по-настоящему ощущать вкус к жизни на гастролях с рок-группой, когда Nuts гастролировали по Великобритании, выступая на байкерских фестивалях и в известных рок-клубах, включая "The Marquee", где они установили рекорд за всё время по количеству выступлений на этом легендарном месте. Группа также наслаждалась масштабным туром по Великобритании с The Blues Band, где Джефф снова встретился с Гари "Газом" Флетчером, который теперь хорошо зарекомендовал себя в качестве басиста блюзовой группы.

### Wildfire
В 1982 году Джефф присоединился к звёздному составу, чтобы сформировать NWOBHM-группу Wildfire. В состав группы входили Джефф на басу, вокал, Пол Марио Дэй, наиболее известный как первый вокалист легенд металла, Iron Maiden, который, по словам Джеффа, по-прежнему занимает там одно место с Дианно и Дикинсоном, соло-гитарист Джефф Саммерс и барабанщик Брюс Бисланд, которые вместе играли в Weapon, и гитарист Мартин Бушелл. Wildfire записали два влиятельных альбома на хэви-метал лейбле Mausoleum. Первый назывался "Brute Force and Ignorance" и был выпущен в 1983 году, за ним последовал "Summer Lightning", который был выпущен в 1984 году. Они поддерживали свои усилия по записи интенсивными гастролями, включая выступления в поддержку Hawkwind и Girlschool в их турах по Великобритании, и они поскрежетали зубами на европейской гастрольной сцене, особенно в Бельгии, родине Mausoleum Records.

### Statetrooper
Бывшие участники Wildfire Браун, Саммерс, Бисланд и Бушелл, полные решимости продолжать рок-н-ролл, присоединились к новой группе в 1985 году под названием Statetrooper, с добавлением клавишника Стива Гловера. Они были наняты бывшим вокалистом группы Михаэля Шенкера Гари Барденом. У Statetrooper были все задатки великой рок-группы, попавшей в чарты. Они начали свою карьеру звукозаписывающей компании с 12-дюймового EP под названием She's Got the Look, который стал очень популярным коллекционным миниальбомом. Они выпустили свой одноимённый альбом в 1987 году и завоевали преданных поклонников на рок-сцене, что, в свою очередь, принесло им место в группе поддержки Blue Öyster Cult, украсив шоу на многих крупнейших концертных площадках по всей Великобритании. К сожалению, рок-музыка теряла свою привлекательность, поскольку поп-музыка набирала обороты вместе с подростковым поколением, и разочарованный Барден решил прекратить работу над группой. Позже, в 2002 году, они переформировались с гитаристом Thin Lizzy Брайаном Робертсоном, заменившим Мартина Бушелла на гитаре. Возобновившийся интерес к группе побудил к переизданию одноимённого дебютного альбома и записи совершенно нового студийного альбома в 2003 году под названием "The Calling". Джефф сыграл все партии баса и спел бэк-вокал, хотя в примечаниях к записи он был указан только как "специальный гость".

### The Sweet
Конец 1987 года, и большой прорыв, которого ждал Джефф, вот-вот должен был свалиться на него. Легенды глэм-рока Энди Скотт и Мик Такер из Sweet искали бас-гитариста, и они быстро нашли Джеффа.
С новым рок-составом Скотта, Такера, вокалиста Мэла МакНалти и Джеффа Sweet наслаждались новым успехом после того, как переизданная диско-версия их хитов 70-х стремительно поднялась в чартах. Однако новоиспечённые Sweet были далеки от диско, и они отправились в путь, неустанно гастролируя по Великобритании, Европе, Австралии и Новой Зеландии, их популярность среди рок-братства всё росла и росла.
В 1992 году Sweet долгожданно вернулись в студию и записали альбом "A" (также известный как "The Answer"). Это был небольшой отход от их глэм-роковых корней с элементами хард-рока и металлическим вокалом Мэла. Он был очень хорошо принят и из-за ограниченного тиража мгновенно стал предметом коллекционирования. Позже он был переиздан "Angel-Air" и с бонусными песнями включал 15 треков. Это принесло радость тем, кто не смог заполучить оригинал в свои руки.
Sweet по-прежнему пользовались большим спросом на концертных площадках и отправились в США, где им действительно нравился классический британский рок. В 1996 году Мэл покинул Sweet и был заменён Чадом Брауном (не родственник!). Чад был вокалистом в течение 2 лет, но, к сожалению, из-за проблем с голосом ему пришлось уйти в середине долгого тура! Группе нужно было срочно заменить его, и был только один естественный выбор. Пришло время Джеффу Брауну занять место фронтмена! Джефф уже внёс свой вклад в большую часть печально известных "Sweet Harmonies", и как самостоятельный вокалист, обладающий мощной подачей и выдающимся диапазоном, он вывел группу на совершенно новый уровень признания.
Из-за ухудшающегося здоровья Мику Такеру, пришлось покинуть Sweet в 1991 году, а в 2002 году он, к сожалению, проиграл свою борьбу с лейкемией. Его место за барабанами было чрезвычайно трудно заполнить, и они нашли ему замену в виде немца Бодо Шопффа из MSG. Однако его пребывание на этом посту было коротким, и его заменил один из старых соратников Джеффа, Брюс Бисланд.
Соблазн студии снова возник, состав, теперь состоящий из Скотта, Брауна, Бисланда и с новым дополнением, Стивом Грантом на клавишных, отправился в студию Энди дома в Уилтшире, чтобы записать альбом 2002 года "Sweetlife". Этот эпический альбом из 11 треков был наполнен песнями, которые действительно перенесли фанатов в насыщенные гармонией, насыщенные хуком, более роковые дни, которые наступили после Бабблгам эры Чинна/Чепмена. В качестве сингла была выпущена только одна песня — запоминающаяся "Do It All Over Again". После успеха этого альбома группа также выпустила студийный DVD "live", на котором записано большинство треков из Sweetlife и несколько классических песен в исполнении Джеффа. Кроме того, в качестве дани Брайану Коннелли и Мику Такеру были представлены оригинальные снимки Sweet семидесятых. Никогда не упускающая возможности группа также выпустила сборник "Greatest Hits", в котором все хиты были перезаписаны с Джеффом на вокале, за исключением 3 треков, "Am I Ever Gonna See Your Face Again", который был спет Мэлом Макналти, кавер на Four Tops, "Reach Out", "I'll be There", которые спел Пол Марио Дэй, и "Love is Like Oxygen", которую спел Чад Браун. Эта коллекция хитов называется "Chronology".
В 2003 году Джефф решил, что пришло время покинуть группу, и его очень не хватает поклонникам Sweet по всему миру, многие из которых до сих пор заявляют, что Джефф был лучшим вокалистом Sweet после Брайана Коннолли.

### Cats in Space
В настоящее время Джефф играет с рок-группой Cats in Space, которая была основана в 2015 году. Джефф участвовал в записи всех студийных альбов группы.

### Другие проекты
В 1986 году Джефф играл с группой Paddy Goes to Holyhead. Группа также включала в себя коллекцию участников Sweet на протяжении многих лет, включая Энди Скотта, Мика Такера, Брюса Бисланда, Мэла Макналти и Фила Ланзона. Они выпустили 2 сингла, оба кавера на Тома Джонса с роковым уклоном; "Green, Green Grass of Home" в 1987 году и 3-трековый CD, "Delilah" в 1988 году. Они также выпустили довольно самонадеянный альбом "Greatest Hits" в 1997 году. Недавно у Пэдди был концерт-воссоединение в честь 30-летия в Южном Лондоне, где Джефф сыграл несколько номеров на басу. Когда Paddy Goes to Holyhead распались, член-основатель Дэнни Хайнс продолжил работу с новым составом, а оставшиеся участники сформировали кавер-группу The Wandering Crutchlees, наняв гитариста и вокалиста Praying Mantis Тино Троя. Они играли во всех местных и национальных рок-клубах со своей уникальной смесью рока.
Иэн Гиллан из Deep Purple и бывший гитарист Whitesnake Берни Марсден выпустили сингл под названием "South Africa" в 1988 году на лейбле Virgin Records, приуроченный к концерту в честь 70-летия Нельсона Манделы на стадионе "Уэмбли". Джефф был приглашён на бэк-вокал. Будучи пожизненным поклонником Deep Purple, Джефф говорит, что это было одно из лучших впечатлений в его жизни, и когда позже он встретил Гиллана в туре со Sweet, звезда сразу узнала Джеффа, и пара с удовольствием выпила пару бокалов, пока узнавала все новости.

## Дискография

### Вместе с Cats in Space
- Too Many Gods (2015, Harmony Factory)
- Scarecrow (2017, Harmony Factory)
- Cats Alive! (2018, Harmony Factory)
- Day Trip to Narnia (2019, Harmony Factory)
- My Kind of Christmas (2019, Harmony Factory)
- Atlantis (2020, Harmony Factory)
- Diamonds — The Best of Cats in Space (2021, Harmony Factory)
- Kickstart the Sun (2022, Harmony Factory)

### Вместе с SALT
- The Cobra's Melodies (2011, Rockfold)

### Вместе с Wildfire
- Brute Force and Ignorance (1983, Mausoleum Records)
- Summer Lightning (1984, Mausoleum Records)

### Вместе со Statetrooper
- Statetrooper (1987)
- The Calling (2004, на альбоме указан как 'специальный гость')

### Вместе со Sweet
- A (1992)
- The Answer (1995)
- Sweetlife (2002)